# 9-nine-
9-nine- – seria japońskich powieści wizualnych dla dorosłych wyprodukowanych przez studio Palette i wydanych w latach 2017–2020. Fabuła każdego epizodu skupia się wokół innej bohaterki, ale wszystkie części łączy wspólny wątek fabularny osadzony w realiach współczesnej Japonii, do której przedostają się artefakty z równoległego świata obdarzające ludzi nadprzyrodzonymi mocami. Główni bohaterowie starają się przeciwdziałać ich negatywnym skutkom.
Pierwsza gra z cyklu zadebiutowała w Japonii 28 kwietnia 2017 roku na systemy Windows jako wspólny projekt studia Palette oraz artystki wizualnej Tsubasu Izumi. Kolejne epizody ukazywały się co roku aż do wydania ostatniej, czwartej części w 2020 roku. Rok później wydana została ich kompilacja w ocenzurowanej wersji skierowanej do wszystkich grup wiekowych, uzupełniona fabularnie o dodatkowy rozdział. W 2022 roku wydanie to zostało przeportowane na konsole PlayStation 4 i Nintendo Switch. Poza Japonią wszystkie epizody gry ukazały się na platformie Steam w latach 2019–2021.

## Rozgrywka i fabuła
Akcja cyklu rozgrywa się w tym samym uniwersum, ale każda część koncentruje się na losach innej bohaterki i jej relacji z protagonistą gry, Kakeru Niimim, tworząc oddzielną opowieść. Gracz może rozpocząć rozgrywkę od dowolnego z pierwszych trzech epizodów, gdyż fabularnie nie są one kontynuacjami, lecz dzieją się równolegle. Opowieści łączą się w spójną całość dopiero w finale, czyli czwartej odsłonie serii, gdzie następuje rozwiązanie wątków prowadzonych w poprzednich częściach.
Narracja prowadzona jest głównie w formie scen dialogowych. W warstwie wizualnej 9-nine- przyjmuje typowy styl powieści wizualnej z dwuwymiarowymi, statycznymi postaciami na nieruchomych tłach. Niektóre sceny są zobrazowane sekwencjami pełnoekranowych ilustracji. Oryginalne japońskie wydania epizodów należą do nurtu eroge i zawierają animowane sceny erotyczne.
Fabuła opiera się na motywie tajemniczych artefaktów dających nadludzkie zdolności, co prowadzi do chaosu i serii dziwnych incydentów. Główny bohater razem z dziewczynami obdarzonymi mocami starają się znaleźć rozwiązanie tej sytuacji i powstrzymać zagrożenie. W trakcie dochodzi do konfrontacji z innymi postaciami obdarzonymi zdolnościami. Ten schemat powtarza się w kolejnych częściach, ale za każdym razem ukazany z innej perspektywy fabularnej. Oprócz wątków sensacyjno-przygodowych, dużą rolę odgrywa też sfera romansowa i obyczajowa, relacje bohatera z kolejnymi dziewczynami. Przeplata się to z elementami komediowymi oraz parodystycznymi, jak np. wykorzystanie zdolności teleportacji przedmiotów w celu antykoncepcji.

### Historia
W części pierwszej bohaterami są Kakeru Niimi i Miyako Kujo, córka właściciela wielkiego przedsiębiorstwa. W miasteczku Shiromitsugawa dochodzi do trzęsienia ziemi, które niszczy relikwię stanowiącą barierę między światami. W efekcie do rzeczywistości przenikają artefakty – przedmioty obdarzające ludzi nadprzyrodzonymi mocami. Wywołuje to chaos i serię dziwnych zdarzeń, jak odnalezienie człowieka przemienionego w kamienny posąg. Kakeru i Miyako, wraz z istotą przybyłą z innego świata – Sophitią, próbują rozwiązać zagadkę pochodzenia artefaktów i powstrzymać nieszczęścia, jakie te wywołują.
Część druga przedstawia alternatywną wersję wydarzeń. Partnerką bohatera zostaje jego młodsza siostra – Sora Niimi. Razem z bratem i Miyako kontynuują badanie sprawy artefaktów.
Trzecia odsłona cyklu skupia się na postaci Haruki Kousaki, otaku i starszej koleżanki ze szkoły Kakeru. Bohaterowie odkrywają, że za petryfikacjami ludzi stoi artefakt zwany Evil Eye (jap. 魔眼). W toku fabuły Haruka okazuje się członkinią organizacji Rig Veda, która rywalizuje z bohaterami.
W czwartej części na pierwszy plan wysuwa się postać Noi Yuki, dziewczyny z zamiłowaniem do deserów, którą główny bohater nazywa „Królową Parfait”. Ta odsłona stanowi zwieńczenie fabuły całej serii, wyjaśnia genezę artefaktów i doprowadza do ostatecznego starcia z użytkownikiem Evil Eye.

## Produkcja
Pierwsza gra z cyklu 9-nine- została zapowiedziana 11 sierpnia 2016 roku jako 14. projekt studia Palette (marki firmy Clear Rave) podczas prezentacji w sali UDX Theatre w Akihabarze. Za projekty postaci i oprawę wizualną serii odpowiadała Tsubasu Izumi. Scenariusz napisał Fumi Kazuki. Kazuki rozwijał koncepcję świata przedstawionego na podstawie wytycznych od studia Palette, które nadzorowało cały projekt. Z tego powodu, według scenarzysty, gra ma inny klimat niż jego poprzednie prace. Od drugiej części reżyserią serii zajmowała się Ren Koume.
Cykl został wydany w czterech częściach:
1. 9-nine- Kokonotsu Kokonoka Kokonoiro (jap. 9-nine-ここのつここのかここのいろ), w skrócie: 9 Kokoiro (jap. ９ここいろ), poza Japonią: 9-nine-: Episode 1
  - Japonia: 28 kwietnia 2017[13], reszta świata: 31 stycznia 2019[14]
2. 9-nine- Sorairo Sorauta Soranooto (jap. 9-nine-そらいろそらうたそらのおと), w skrócie: 9 Sorairo (jap. ９そらいろ), poza Japonią: 9-nine-: Episode 2
  - Japonia: 27 kwietnia 2018[15], reszta świata: 16 sierpnia 2019[14]
3. 9-nine- Haruiro Harukoi Harunokaze (jap. 9-nine-はるいろはるこいはるのかぜ), w skrócie: 9 Haruiro (jap. ９はるいろ), poza Japonią: 9-nine-: Episode 3
  - Japonia: 26 kwietnia 2019[16], reszta świata: 31 sierpnia 2020[14]
4. 9-nine- Yukiiro Yukihana Yukinoato (jap. 9-nine-ゆきいろゆきはなゆきのあと), w skrócie: 9 Yukiiro (jap. ９ゆきいろ), poza Japonią: 9-nine-: Episode 4
  - Japonia: 24 kwietnia 2020[1], reszta świata: 19 marca 2021[14]

Poszczególne epizody zostały wydane poza Japonią przez firmę Sekai Project na platformie Steam w wersjach pozbawionych treści seksualnych. Poza platformą rozprowadzane były pakiety DLC umożliwiające przywrócenie do gier ocenzurowanej zawartości.
23 kwietnia 2021 roku w Japonii ukazała się kompilacja zatytułowana 9-nine-. Zawierała ona wszystkie epizody oraz nowy rozdział stanowiący fabularną kontynuację czwartej części. Wprowadzała także poprawki wizualne (np. mimikę postaci drugoplanowych) oraz wyższą rozdzielczość – 1920×1080. W odróżnieniu od oryginalnych wydań wersja ta nie zawierała treści seksualnych i uzyskała od organizacji ratingowej EOCS ocenę „dla wszystkich grup wiekowych”. Tego samego dnia nowo opublikowany rozdział ukazał się w dystrybucji cyfrowej pod tytułem 9-nine- New Episode (jap. 9-nine-新章 shin shō). 23 czerwca 2022 roku kompilacja wraz z nowym rozdziałem została wydana przez firmę Entergram na konsole PlayStation 4 i Nintendo Switch. Organizacja CERO przyznała wersjom konsolowym kategorię wiekową „D (od 17 lat)”.
W 2021 roku studio Palette wyprodukowało serię pięciu słuchowisk binauralnych typu ASMR zatytułowaną Shiawase ouchi dēto (jap. しあわせおうちでーと). Każde z tych wydawnictw ukazuje perspektywę innej bohaterki 9-nine- i zawiera inscenizowane scenki odgrywane przez seiyū wcielającą się w daną postać w grach.

## Adaptacje

### Manga
Od 22 października 2021 roku na internetowej platformie Gaugau Monster publikowana jest adaptacja cyklu gier w formie mangi autorstwa Izumi Kawachi.

### Anime
29 maja 2024 roku studio Palette ogłosiło, że wyprodukowany zostanie telewizyjny serial anime bazujący na serii.

## Sprzedaż i odbiór
W czerwcu 2020 roku studio Palette poinformowało, że łączna sprzedaż wszystkich epizodów serii przekroczyła 250 tys. egzemplarzy.
Druga część cyklu zajęła 8. miejsce w rankingu najlepszych gier bishōjo z 2018 roku według czytelników czasopisma „BugBug”.